# Tölgyesi Ágnes
Tölgyesi Ágnes (Budapest, 1955. február 19.) Balázs Béla-díjas (2000) filmrendező.

## Életpályája
1975–1980 között az ELTE Természettudományi Kar Biológiai Intézetbiológus szakán tanult. 1983–1987 között a Színház- és Filmművészeti Főiskola rendező-operatőr szakos hallgatója volt. 1987–1992 között a Mafilm rendezője volt. 1992-ben a Duna Televízió kísérleti adásának szerkesztője volt. 1992–1998 között a Magyar Történelmi Filmalapítvány dokumentumfilmes szakkuratóriumának vezetője volt. 1993-tól a Dunatáj Alapítvány tagja. 2001 óta az Aquamarin Film tagja.

## Filmjei
- "…evilágból…" (1988)
- Mindörökké… (1990)
- Megáldva és megverve (1991)
- Kezdetben vala az ige (1993)
- Credo (1995)
- Híven, becsülettel, vitézül! I.-II. (1996)
- Ferencesek I.-II. (1996)
- A betűkkel nehéz… (1997)
- Szemünk fénye (1998)
- Cigányút (1998)
- Pipacsok (1998)
- Kisiskola (1999)
- Végtelen út (1999)
- Jelszó: Fakanál (1999)
- Szerelemtelevízió I-IV. (2000-2005)
- Jövőnk koronája múltunkban született (2001)
- Utolsó mentsvár - Falak nélkül (2002)
- Elnökök (2002)
- Csillagaink (2002)
- Cigány ABC (2002)
- Muszáj (2002)
- "Az álmot meg nem álmodni úgysem tudod" (2002-2004)
- 98-an (2003)
- Saját népem hasznára válni (2003-2004)
- Népből nemzetté (2003-2005)
- Beszélgetések a természetről (2004)
- Szent Korona (2005)
- Otthon (2005)
- Népből nemzetté (2005)
- Miből tanulunk? (2005)
- Alsószentmárton (2005)
- Iskola (2006)
- Kelet kapuja (2006)

## Művei
- Evilágból… (1988)
- Kövek fognak kiáltani (1991)

## Díjai
- a filmszemle különdíja (1989)
- a filmszemle dokumentumfilmes fődíja (1999)
- Balázs Béla-díj (2000)
- a Kamera-Hungária tv-fesztivál díja (2005)